# 黃嘉禮
黃嘉禮，廣東省廣州府南海縣人，清朝政治人物、同進士出身。
光緒十六年（1890年），参加光緒庚寅科殿試，登進士三甲13名。同年五月，著交吏部掣签，分发各省以知县即用。